# 秦毛人
秦毛人是中國古代传说中的人形怪物，其出现於中國湖北房山中。身高三尺（换算为国际单位制约一米） ,全身覆滿長毛,時常侵襲农村搶奪食物。這些毛人原本是秦朝築長城時不堪負荷而逃出者,從此躲在山中避禍不出,久而久之就成了不死之身。记载于《子不语》（亦称《新齐谐》）中,而《子不语》书名取孔子的“子不語怪力乱神”之意。

## 参看
- 中国妖怪列表